# Okak
Okak je zaniklá osada Moravských bratří. Nacházela se na Labradoru v kanadské provincii Newfoundland a Labrador. Kvůli bývalé moravské misii a existenci šedesáti zdejších archeologických nalezišť, jež pocházejí z doby 5500 před naším letopočtem, byl v roce 1978 Okak prohlášen za národní historickou památku Kanady.

## Vznik osady
V roce 1771 zakoupili Moravští bratři od britského krále pozemky v severním Labradoru. První misijní stanicí Moravanů na Labradoru byla osada Nain (1771), Okak byl druhý, třetí stanicí bylo Hopedale (1782) a následovaly i další osady.
Okak byl založen v roce 1776; vedoucím misie byl Jens Haven (1724, Dánsko – 1796, Herrnhut). Haven znal jazyk Inuitů, jemuž se naučil v předchozích letech, kdy pod vedením Matouše Stacha pomáhal v Grónsku založit osadu Akunnat. V letech 1778–1782 pracovali v Okaku manželé Schneiderovi, oba byli exulanti, kteří odmítli konverzi ke katolické církvi. Johann pocházel ze Suchdola a Elisabeth z Butovic.

## Zánik osady
Příčinou zániku byla pandemie španělské chřipky. Smrticí virus byl přepraven z Newfoundlandu na Labrador lodí Sagona. Když Sagona 20. října 1918 zakotvila v Cartwright se čtyřmi nakaženými členy posádky na palubě, virus se v oblasti rychle rozšířil a zabil 69 z 300 obyvatel Sandwich Bay. Teprve po dvou týdnech nekontrolovaného šíření nemoci byla zakázána veřejná shromáždění.

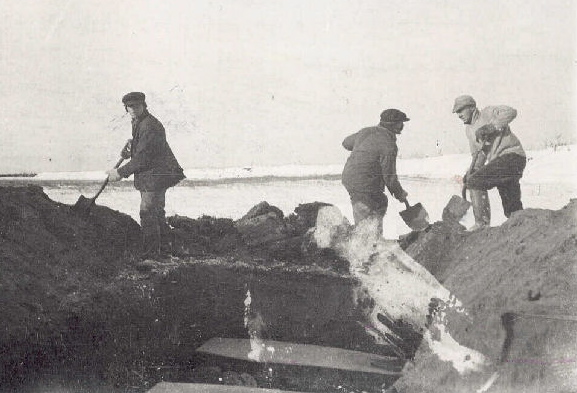
Pohřeb obětí španělské chřipky do hromadného hrobu, rok 1918

V létě 1919 přivezla moravská loď Harmony #5 španělskou chřipku ze St. John's do Hebronu a Okaku. Následná úmrtí snížila populaci Hebronu z 220 na 70 osob. Nejvíce postiženou osadou se stal Okak. Tam chřipce podlehlo 204 z 263 Inuitů; zemřeli všichni dospělí muži a přeživší lidé byli přestěhování do Nainu, Hopedale nebo Hebronu.
Protože hladoví eskymáčtí psi požírali mrtvé, byli postříleni. Poté všechno, co se dalo spálit, se polilo hořlavinou a spálilo se na jedné hromadě, aby povoli permafrost, a mohl tak být vykopán hromadný hrob. Následně Moravané pozemky Okaku prodali Společnosti Hudsonova zálivu. Inuitská osada už nebyla obnovena a zanikla.